# 四聖人の殉教
『四聖人の殉教』（しせいじんのじゅんきょう、伊: Martirio di quattro santi, 英: Martyrdom of Four Saints）は、イタリア、ルネサンス期のパルマ派の画家コレッジョが1524年頃に制作した絵画である。油彩。主題は聖プラキドゥス、聖女フラヴィア、聖エウティキウス、聖ウィクトリヌスの殉教である。同時期の『キリストの哀悼』（Compianto sul Cristo morto）の対作品であり、いずれもパルマのサン・ジョヴァンニ・エヴァンジェリスタ聖堂のデル・ボーノ家（Del Bono family）の礼拝堂祭壇画として制作された。現在はパルマ国立美術館に所蔵されている。

## 主題
6世紀頃の聖プラキドゥスと聖女フラヴィア、聖エウティキウス、聖ウィクトリヌスは4人兄弟であり、ローマの元老院議員テルトゥルス（Tertullus）の子供として生まれた。聖プラキドゥスは聖ベネディクトゥスの最初の弟子の1人であり、宣教の命を受けてメッシーナに赴き、フラヴィアと2人の兄弟もそれに加わったが、サラセン人の海賊によって殉教したとされる。

## 制作経緯

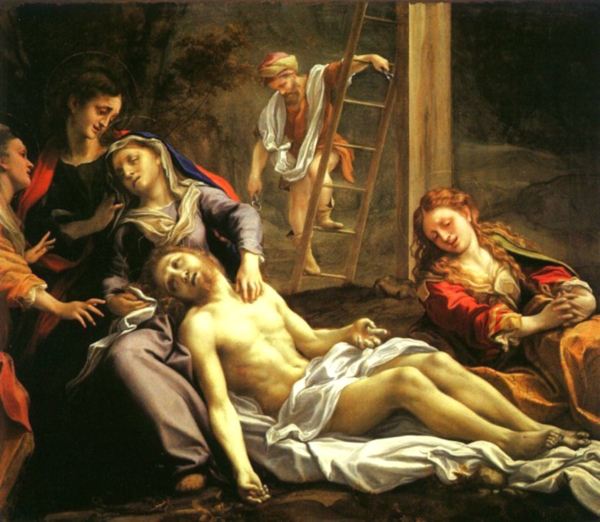
対作品『キリストの哀悼』。パルマ国立美術館所蔵。

発注主はパルマの貴族でローマ教皇パウルス3世の告白者であったプラシド・デル・ボーノ（Placido del Bono）である。この発注はコレッジョがちょうどサン・ジョヴァンニ・エヴァンジェリスタ聖堂のクーポラに制作された天井画『パトモスの聖ヨハネの幻視』（Vision of St. John on Patmos）の制作を終えた頃であり、おそらく天井画の成功がきっかけとなって得られたと考えられている。この作品はサン・ジョヴァンニ・エヴァンジェリスタ聖堂にあるデル・ボーノ礼拝堂の左右の壁を飾るために『キリストの哀悼』とともに制作された。聖プラキドゥスという非常に珍しい主題の選択は発注主の名前が聖人と同じであることに由来している。

## 作品
コレッジョは珍しく聖人の殉教という残酷な場面を選択している。コレッジョが描いているのは聖プラキドゥスとその姉妹である聖女フラヴィアの殉教の瞬間である。画面左端で鑑賞者に背を向けて立っている処刑人は、黒い修道服に身を包つみ胸の前で両腕を交差させている聖プラキドゥスの首に剣を斬りつけている。深い傷を負った聖人の身体は倒れようとしているが、上を向いた彼の視線は画面右上の宙を舞う天使の姿を捉えている。さらに聖女フラヴィアは別の処刑人によって背後から剣を刺されている。しかし彼女の上を向いた視線もまた聖プラキドゥスが死の瞬間に見つめているのと同じ天使の姿を捉えている。彼らは死の間際に法悦に到達したのであり、コレッジョは天使を目撃するという形で彼らのそれを表現している。聖女フラヴィアの頭上を舞う天使は、手に荊の冠と、殉教の証であるナツメヤシの葉を持っている。彼らの弟の聖エウティキウスと聖ウィクトリヌスはすでに画面右端で殉教した後であり、首を切断された後の2人の身体が横たわっており、別の処刑人がつかんでいる頭部が見える。

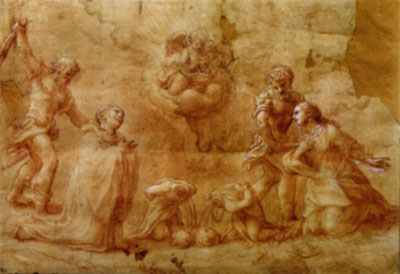
初期の準備素描。ルーヴル美術館所蔵。

珍しい主題であり、参照可能な伝統的図像を欠いたことは、コレッジョに革新的で創造的なイメージを作り出す機会をもたらした。現在ルーヴル美術館に所蔵されている準備素描は、当初コレッジョが4人の聖人像を厳密な対称性のもとに配置した、より平凡な構図を考案したことを示している。中央には雲の上に座り、殉教の冠を持った小さな天使が描かれている。
その後、コレッジョは礼拝堂に入った鑑賞者の斜めの視点に注意を払う必要性から、対角線に従って人物を再配置した。その結果、コレッジョはすでに処刑された聖エウティキウス、聖ウィクトリヌスを画面右端に、聖女フラヴィアの処刑人を彼女の背後に、画面中央の天使を画面右上に移動させた。殉教者のポーズも準備素描から大きく変更された。聖プラキドゥスは身体の向きが改められ、背中をそらせて自身の背後に浮かぶ天使を見上げる形に改められた。さらに聖フラヴィアは右腕を胸に当て、顔を横に向けていたが、完成作では腕を開いて顔を上げ、頭上に舞い降りた天使に視線を向けている。これによってコレッジョは天使を見る聖人たちの視線を強化している。それは法悦というある種の精神の状態の表現に他ならない。ここに描かれた天使は単純に信仰の勝利を象徴するモチーフとしてではなく、死の瞬間に法悦に至った2人の聖人だけに見える内的な幻視として描かれているのであり、宗教的感情に突き動かされていない処刑人たちはいずれも天使の存在に気づいていない。

## 影響
ジョルジョ・ヴァザーリは絵画が設置された場所をパルマ大聖堂と間違っているが、1550年にすでに『四聖人の殉教』について言及している。ミラノの大司教チェザーレ・モンティはコレッジョの初期の作品『東方三博士の礼拝』に加えて、『キリストの哀悼』と『四聖人の殉教』の複製、『キリストの哀悼』のマグダラのマリアのみを複製した作品を所有していた。

## ギャラリー

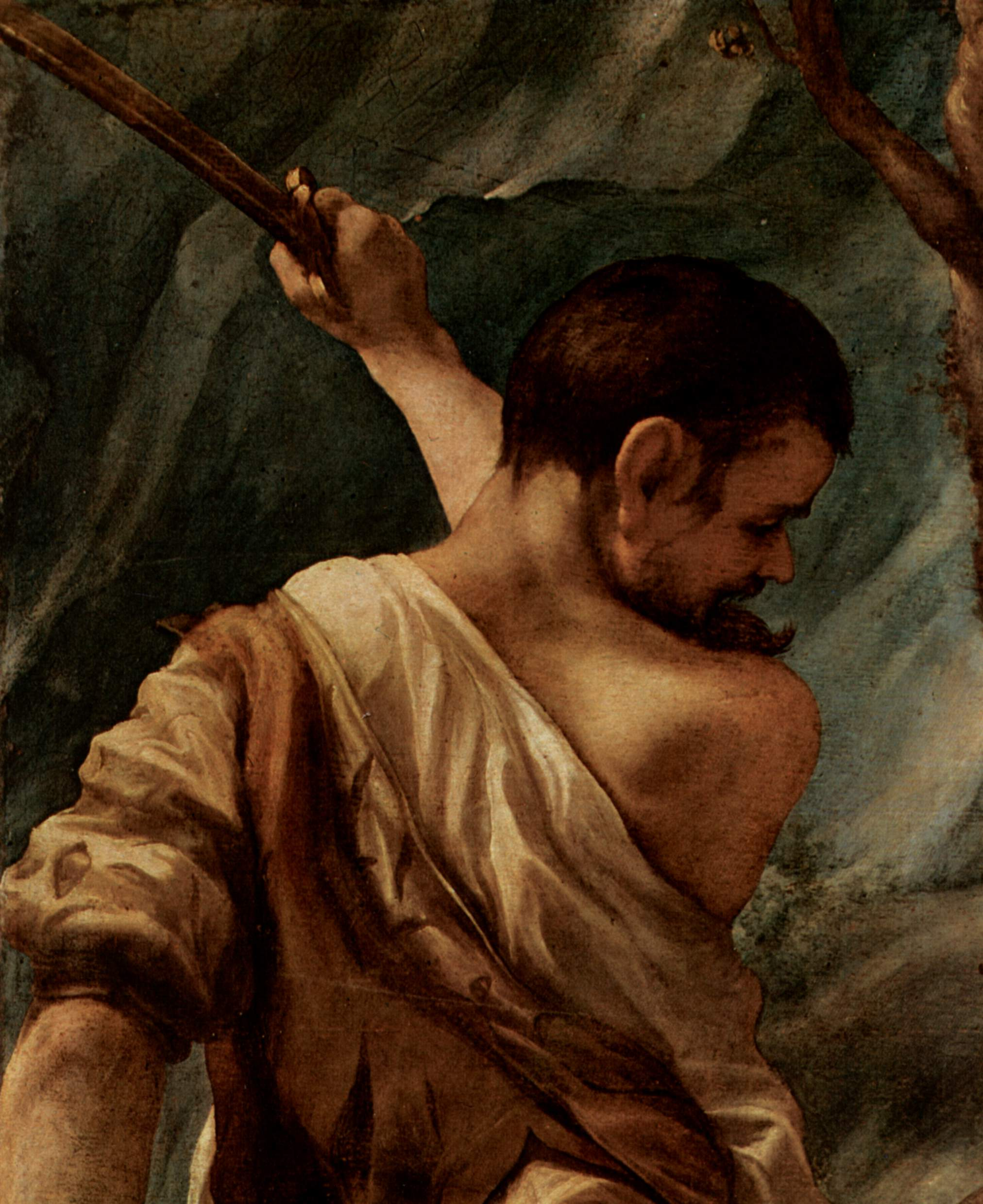
聖プラキドゥスに剣を向ける処刑人
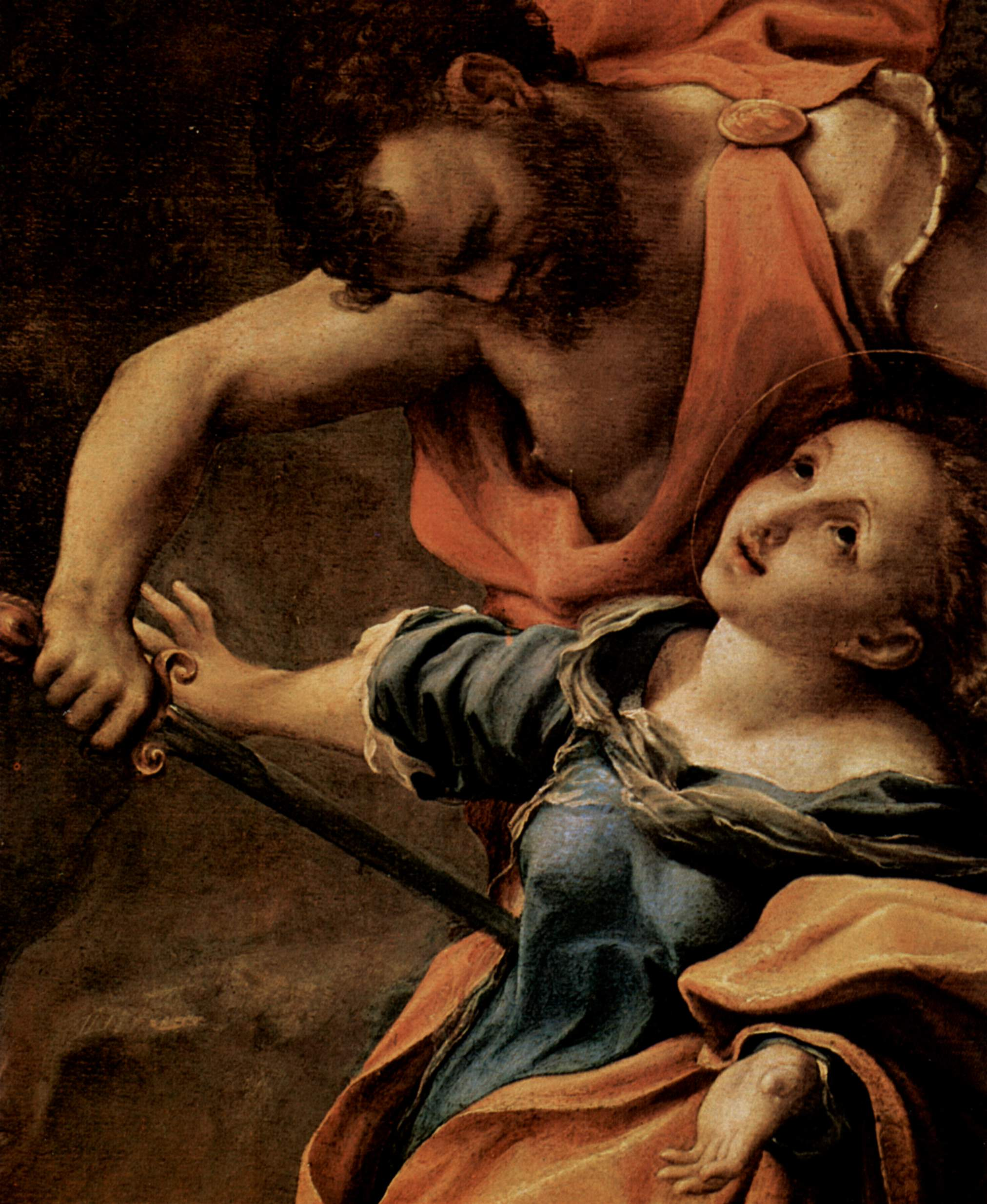
聖女フラヴィアの殉教
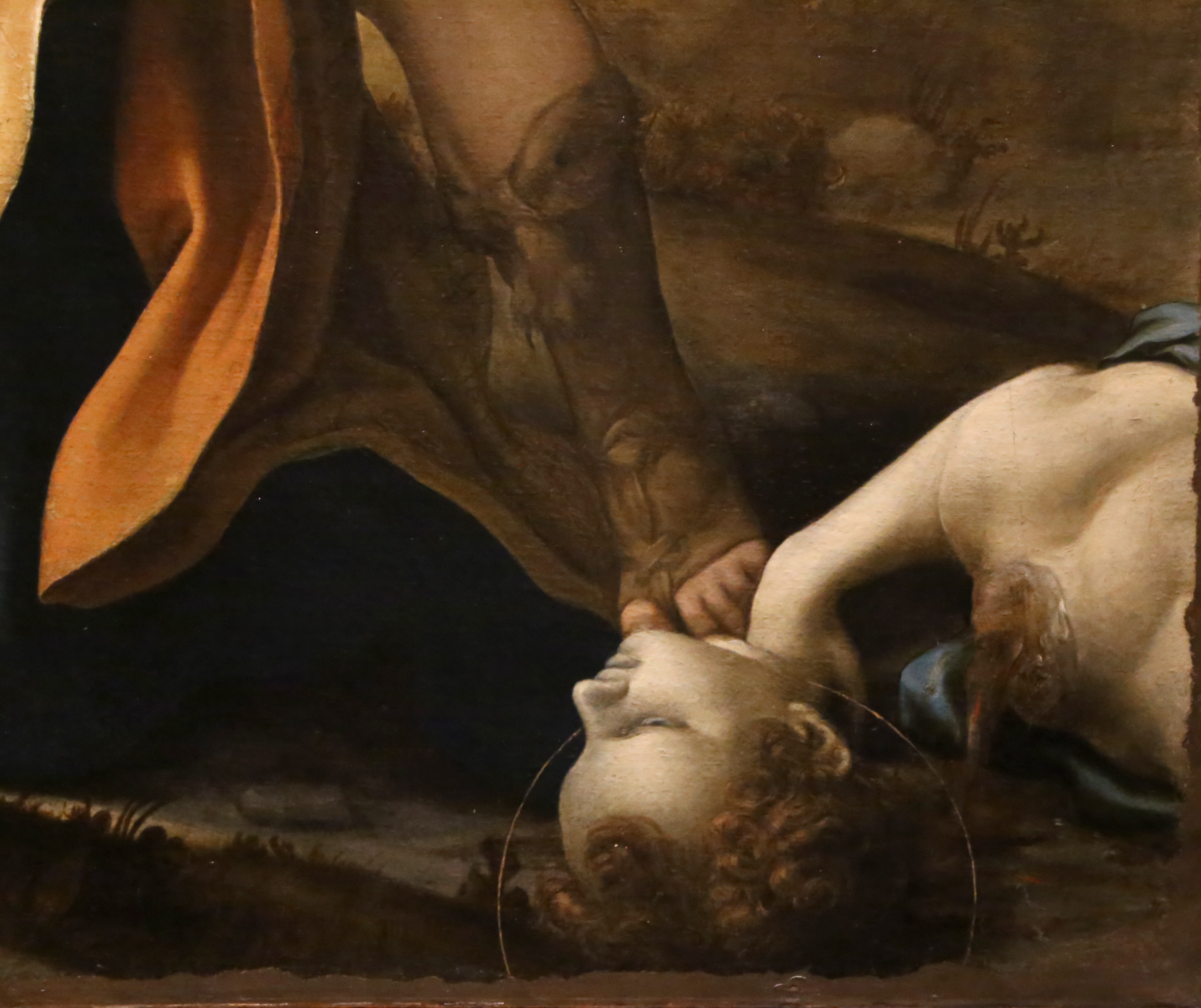
すでに殉教した兄弟
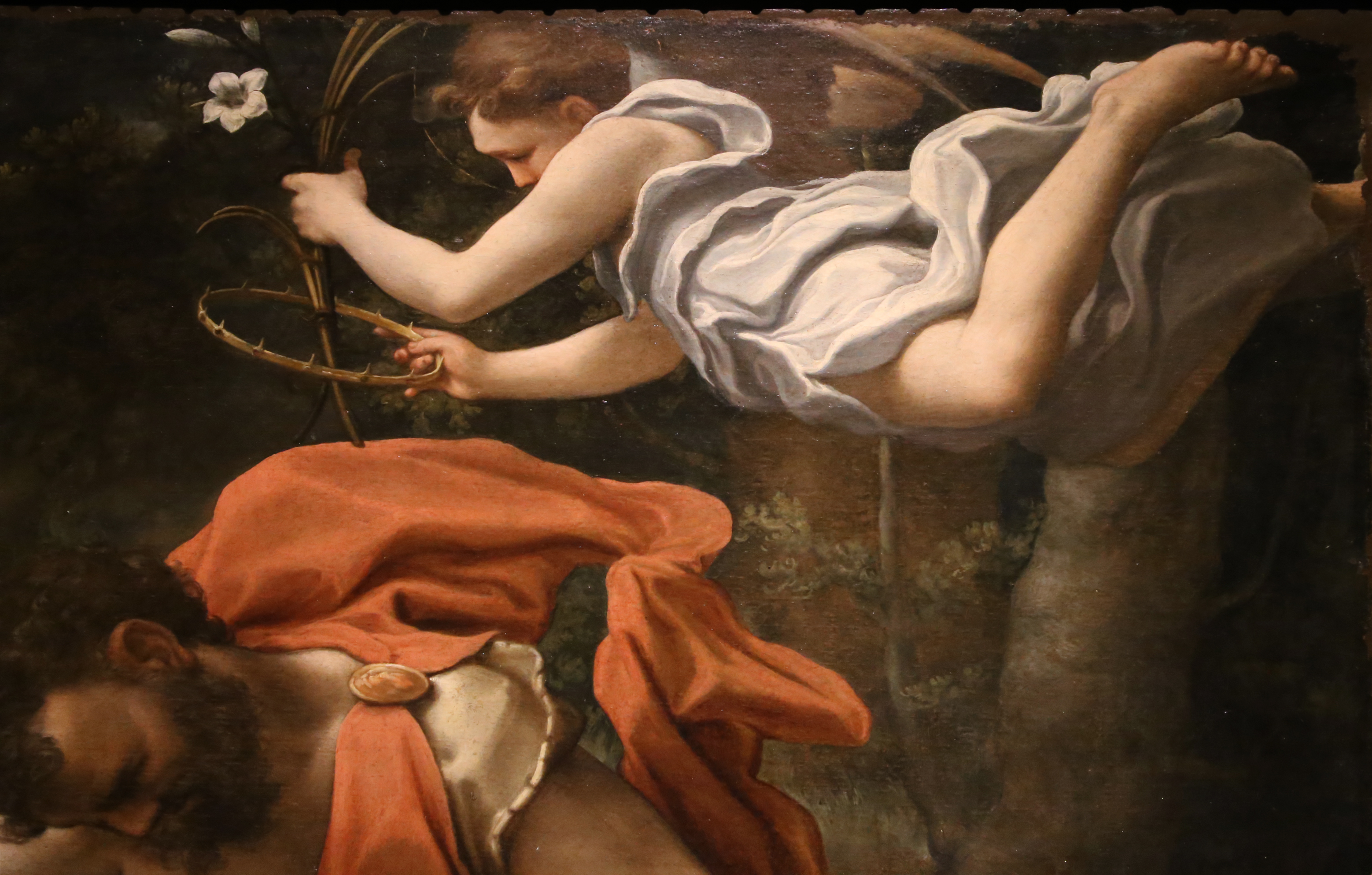
殉教者の頭上に荊の冠を授ける天使